# Delitto in Camargue
Delitto in Camargue (Crime à Aigues-Mortes) è un film televisivo del 2015, diretto da Claude-Michel Rome.
È il terzo film della serie con protagonisti Florence Pernel e Vincent Winterhalter nei ruoli del vice procuratore Elisabeth Richard e del comandante dei gendarmi Paul Jansac.

## Trama
Aigues-Mortes, Camargue. Il vice procuratore Elisabeth Richard e il comandante dei gendarmi Paul Jansac vengono incaricati di indagare sull'omicidio del giovane avvocato Ludovic Pessac. Mentre le indagini sono in pieno svolgimento, ha luogo un secondo omicidio: quello dell'agente immobiliare Nicolas Monfort. Ben presto Elisabeth e Paul si convincono che i due delitti siano collegati.
Nel frattempo Paul Jansac sta anche lavorando a un caso rimasto irrisolto di due anni prima, quello dello stupro di Clémentine García scoprendo, grazie alle analisi dell'ADN (DNA), che Pessac e Monfort erano stati gli autori di quella violenza. Per Elisabeth Richard e Paul Jansac il caso diventa così ancor più complicato.